# Песня о нейтральной полосе
На границе с Турцией или с Пакистаном —

Полоса нейтральная; а справа, где кусты, —

Наши пограничники с нашим капитаном, —

А на левой стороне — ихние посты.

А на нейтральной полосе — цветы

Необычайной красоты!
«Песня о нейтральной полосе» — песня Владимира Высоцкого о случае на государственной границе. Написана в апреле 1965 года. Варианты названия: «На нейтральной полосе», «Нейтральная полоса», «На границе с Турцией или с Пакистаном».

## Описание
По мнению некоторых исследователей творчества Владимира Высоцкого, сюжет песни трагический — о гибели пограничников двух стран накануне собственных свадеб, которая происходит из-за нелепой вражды между государствами. По некоторым свидетельствам, песня описывает реальную историю, произошедшую в 1961 году на советско-турецкой границе.
По сюжету песни, к советскому пограничнику приехала невеста. Капитан решил собрать и подарить ей букет цветов. На другой стороне границы происходит аналогичная ситуация. Обоюдный «сбор» цветов проходит «на нейтральной полосе», потому что «на нейтральной полосе цветы — необычайной красоты». Повествование ведётся, вероятно, от лица очевидца, речь которого не свободна от просторечия: «…А на левой стороне — ихние посты… К ихнему начальнику, точно по повестке,// Тоже баба прикатила — налетела блажь…». Яков Корман, один из исследователей творчества поэта, считает, что цветы в песне являются «олицетворением тайн бытия, как и яблоки в песне „Райские яблоки“, которые лирический герой хочет подарить своей любимой женщине». По мнению критиков, песня также содержит метафору об искусственности границ и барьеров. Не все исследователи творчества В. Высоцкого согласны с трактовкой песни, говорящей о гибели героев. А. Кулагин в журнале «Новое литературное обозрение» высказывает утверждение, что речь идёт только о сне. По его мнению оба пограничника «рухнули» не от пуль, а «от запаха цветов».

## История
Со слов современников, песня была написана Владимиром Высоцким в поезде Москва — Ленинград накануне прибытия 10 апреля 1965 года на гастроли в город на Неве труппы Театра на Таганке. Впервые была исполнена 10 апреля перед коллегами на репетиции. Во время этих же гастролей в Ленинграде прошло два сольных концерта Высоцкого в Институте высокомолекулярных соединений, где песня была представлена широкой публике. В дальнейшем своём творчестве поэт использовал это произведение не только в своих концертных выступлениях: отсылка к песне «о полосе нейтральной» присутствует в тексте известной песни Высоцкого «Она была в Париже».
Поэт Евгений Евтушенко называет песню «На нейтральной полосе» одной из самых пронзительных в творчестве Высоцкого. Слова припева песни он связывает с детством Высоцкого, в котором тот с 1946 по 1949 год жил вместе с отцом — майором в контингенте войск СССР — в Германии и рассматривает её, как «насмешливый протест против превращения всей жизни в гарнизонную».

## Реакция в прессе СССР
Фёдор Раззаков в своей книге «Скандалы советской эпохи» рассказывает о фактах давления со стороны властей на Высоцкого — развязанной против него волны публичной критики в прессе и в том числе о статье в газете «Тюменская правда» от 7 июля 1968 года, за подписью второго секретаря Тюменского горкома ВЛКСМ Е. Безрукова. В ней функционер говорил о Высоцком как об авторе грязных и пошлых песенок, приписывая ему воспевание аполитичности, заражение молодёжи «вирусами недоверия, скепсиса, равнодушия ко всему, что дорого и близко советским людям». По мнению автора статьи, поэт является идеологическим диверсантом, пытающимся калечить души подростков, юношей и девушек. В качестве иллюстрации своих высказываний Е. Безруков обращал внимание читателей на припев песни: «А на нейтральной полосе цветы — необычайной красоты».
Римма Казакова вспоминает, что среди мнений о песне «А на нейтральной полосе» звучало и такое, где она якобы разлагает наших пограничников.

## Первые издания, переводы на другие языки
- Текст песни был впервые напечатан при жизни поэта, в сборнике «Песни русских бардов» (составитель Владимир Аллой) парижского издательства «YMCA-Press» (1977)[18][19].
- В декабре 1978 года текст был опубликован в авторской подборке текстов песен, напечатанных в первом выпуске альманаха «Метрополь»[3].
- В 1984 году, в числе первых семи стихотворений Высоцкого, переведённых на китайский язык, текст был опубликован в Китае[11].
- В СССР песня была впервые издана в составе одноимённой пластинки — 8-й в серии «На концертах В. Высоцкого» (февраль — март 1989 года)[20].
- В 2013 году в Испании вышла книга «Zona Desmilitarizada» (рус. «Нейтральная полоса»), содержащая в переводе 42 песни Высоцкого[21][22].

## Другие исполнители
- Борис Гребенщиков в интервью утверждал, что песня «На нейтральной полосе цветы» — это первая публично исполненная им песня[23].
- Гарик Сукачёв впервые исполнил песню в Кремле в 2003 году. Позднее она вошла в его альбомы «Пересветы» (2005) и «Мой Высоцкий» (2014)[24][25].
- Владимир Шахрин — в сопровождении ансамбля в январе 2015 года[26].
- Дмитрий Певцов — в ноябре 2016 года[27].